# نظرية فشل المواد
نظرية الفشل هي علم التنبؤ بالشروط اللازمة التي تحتها يحصل فشل في مادة صلبة تحت تاثير قوى مطبقة. فشل المواد يصنف عادة إلى فشل هش (كسر) أو فشل مرن (خضوع) اعتمادا على عدة شروط (مثل درجة الحرارة، حالة الضغط، معدل التحميل...) يمكن أن يحدث الفشل في معظم المواد ككسر أو خضوع أو كلاهما. على أية حال وفي معظم الحالات العملية، يمكن تصنيف المواد كهشة أو خضوعة فقط. على الرغم من أن نظرية الفضل تم تطويرها لأكثر من 200 سنة، مستوى قبولها لم يصل بعد لمستوى القبول الذي تتمتع به ميكانيكا الوسائط المستمرة.
بمصطلحات رياضية، نظرية الفشل يعبر عنها على شكل حالات فشل متعددة والتي تكون مقبولة لمجموعة محددة من المواد. حالات الفشل هي دوال في فضاء الإجهاد/الانفعال والتي تفصل بين حالات فشل المواد وحالات عدم فشلها. تعريف فيزيائي أكثر دقة لحالة الفشل غير مكمم وعدة تعريفات في قيد الاستعمال بين المهندسين.

## فشل المواد
في علم المواد، فشل المواد هو فقدان القدرة على تحمل أحمال إضافية. هذا التعريف يقود إلى حقيقة كون فشل المواد يمكن أن يتم دراسته على عدة مستويات، من المجهري إلى العياني. في المشكلات البنيوية، حيث الاستجابة البنيوية يمكن أن تقع في ما بعد بداية السلوك اللاخطي للمواد، لفشل المواد أهمية عميقة لتحديد موثوقية البنية. من جهة أخرى، وبسبب غياب حالة فشل عالمية موحدة، تحديد الضرر البنيوي الناتج بسبب فشل المواد لا يزال ميدان بحث مكثف.

## أنواع فشل المواد
فشل المواد يمكن أن يقسم إلى قسمين عريضين، تبعا للمستوى الذي يتم فيه دراسة المادة:

### الفشل المجهري
الفشل المجهري للمواد يهتم بنشوء وانتشار الصدوع. منهجيات كهذه تعتبر فعالة لأخذ نظرة عن تصدع العينات والبنى البسيطة تحت توزيع ضغوط معرف جيدا. مقياس الفشل في هذه الحالة مرتبط بالانكسار المجهري. بعض أكثر نماذج الفشل شهرة في هذه المجال هي نماذج الفشل الميكانيكي-المجهري، والتي تجمع مميزات الميكانيك المتصلة وميكانيك التصدع التقليدية. نماذج كهذه تعتمد على الفكرة التي مفادها أنه خلال التشوه المرن، فراغات مجهرية تتكون وتكبر حتى يحدث عنق محلي مرن، أو مصفوفة من الفراغات الداخلية والتي تسبب التحام للفراغات المجاورة. نماذج كهذه اقترحت من طرف Gurson ووسعت من طرف Tvegaard و Needleman
منهجية أخرى، اقترحه Roussleier يعتمد على ميكانيك الضرر المتصلة والميكانيكا الحرارية. كلا النموذجين يشكلان تعديلا لنموذج خضوع von Mises من خلال تقديم قيمة ضرر سلمية، والتي تمثل الحجم الخاوي للفراغات، النفاذية.

### الفشل العياني
فشل المواد العياني يعرف من خلال قدرة تحمل الضغوطات لقدرة تخزين الطاقة، يمكن تقسيم حالات الفشل إلى 04 تصنيفات:
- فشل الإجهاد-الانفعال
- الفشل الطاقوي
- فشل الضرر
- الفشل الامبريقي

خمس مستويات تؤخذ في الحسبان، حيث يختلف تعريف التشوه والفشل حسب كل مستوى: المستوى البنيوي، المستوى المجهري حيث يمكن تعريف الإجهاد والإنفال العيانيين، المستوى المتوسطي الممثل بالفراغ الاعتيادي، المستوى المجهري على مستوى الذرات.
تصرف المواد على إحدى هذه المستويات يعتبر جماعيا لتصرفها على مستوى أدنى. كمية كافية من التشوه ونماذج الفشل يجب أن تكون متناسقة على كل المستويات

## حالات فشل المواد الهشة
يمكن تحديد فشل المواد الهشة باستعمال عدة مناهج:
- حالة الفشل الظواهري
- ميكانيكا الانكسار الخطي المرن
- ميكانيكا الانكسار المرن-اللدن
- المنهجيات المعتمدة على الطاقة
- •	منهجيات المنطقة الملتحمة

### حالة الفشل الظواهري
معيار الفشل الذي تم تطويره للمواد الهشة كان نموذج الإجهاد-الانفعال الأقصى. معيار الإجهاد الأقصى يفترض أن المادة تفشل عندما يتجاوز الإجهاد الأساسي σ1 في عنصر مادة ما، قوة الشد أحادي الإتجاه لتلك المادة. بشكل آخر، ستفشل المادة إذا كان الإجهاد الأساسي الأدنى σ3 أقل من قود الضغط أحادي الاتجاه لتلك المادة.أقل من قود الضغط أحادي الاتجاه لتلك المادة.إذا كانت قوة الشد σt وقوة الضغط أحاديي الاتجاه σc ، فالمنطقة الآمنة للمادة تعتبر:
σ1 < σ3 < σ1 < σt
علما أنه من المتفق عليه أن يستعمل التوتر الإيجابي في التعبير أعلاه.
فإن معيار الإجهاد الأقصى له شكل مماثل إلا أن الإجهادات الأساسية مقارنة بالإجهادات أحادية الإتجاه التجريبية عند الفشل
ε1 < ε3 < ε1 < εt
الحد الأقصى الرئيسي للإجهاد والتوتر معايير تزال تستخدم على نطاق واسع على الرغم من أوجه قصور شديدة.
العديد من المعايير الظواهرية الأخرى للفشل يمكن العثور عليها في المنشورات الهندسية. درجة نجاح هذه المعايير في توقع فشل محدودة.

### ميكانيكا الكسر الخطي المرن
النهج المتبع في ميكانيكا التصدع الخطية المرنة هو تقدير كمية الطاقة اللازمة لنشوء صدع سابق في المواد هشة. النهج الأقدم في ميكانيكا التصدع لنشوء الصدع غير الثابت هي نظرية غريفيث. عندما تطبق على النوع الأول لنشوء الصدع، نظرية غريفيث تتوقع أن الإجهاد الحرج ({\displaystyle }) المطلوب لنشوء ونمو الصدع يعطى بالعلاقة:
{\displaystyle \sigma ={\sqrt {\cfrac {2E\gamma }{\pi a}}}}
حيث {\displaystyle } هو معامل يونغ للمادة، {\displaystyle } هي طاقة السطح على وحدة المساحة للصدع، {\displaystyle } هو طول شقوق الحافة للصدع أو {\displaystyle } هو طول شقوق السطح. الكمية {\displaystyle } هو معامل مفترض يسمى صلابة الكسر.
{\displaystyle K_{\rm {Ic}}=Y\sigma _{c}{\sqrt {\pi a}}}

### المنهجيات المعتمدة على الطاقة
من الصعب تطبيق منهجية ميكنيكا التصدع الخطية المرنة على المواد متباينة الخواص (مثل المواد المؤلفة) أو في الحالات التي يكون فيها الحمل أو البنية معقدة. منهجية معدل تحرير طاقة الإجهاد قد أثبتت فعاليتها في مثل هذه الحالات.معدل تحرير طاقة الإجهاد للنوع I من الصدوع والتي تجري على طول سمك لوح تعرف بالعلاقة:
{\displaystyle G_{I}={\cfrac {P}{2t}}~{\cfrac {du}{da}}}
حيث هو P الحمل المطبق، t هو سمك اللوحة، u هو نزوح نقطة التطبيق نظرا لنمو الصدع، a هو طول حافة الصدع أو 2a هو طول الصدع لصدوع اللوحة. الصدع من المتوقع أن يكبر عندما يتجاوز معدل إطلاق الإجهاد يتجاوز قيمة حرجة - يدعى معدل إطلاق طاقة الإجهاد الحرج.

## معايير فشل المواد المرنة
المعايير المستخدمة في التنبؤ بفشل المواد المرنة عادة ما يسمى معيار الخضوع. معايير فشل المواد المرنة المستعمل عادة هي:
- Tresca أو معيار إجهاد القص الأقصى
- معيار خضوع von Mises
- معيار خضوع Gurson للمعادن المعتمدة على الضغط
- معيار خضوع Hosford للمعادن
- معيار خضوع Hill
- معايير مختلفة معتمدة على موتر إجهاد كوشي

سطح الخضوع لمادة مرنة عادة يتغير عندما تتعرض المدة لإزدياد في التشوه. نماذج لتطور سطح الإجهاد مع تغير الإجهاد، الحرارة ومعدل الإجهاد تستعمل مع معايير الفشل آنفة الذكر، من هذه النماذج:
- نموذج جونسون كوك
- نموذج شتاينبرغ-جوينان
- نموذج زيريلي-ارمسترونغ
- نموذج عتبة الإجهاد الميكانيكي
- نموذج بريستون-تونكس-والاس